# Gara Ciclistica Montappone
La Gara Ciclistica Montappone (of: Gara Ciclistica Milionaria di Montappone) era una competició ciclista d'un dia que es disputa a Montappone (Marques). La primera edició data del 1990 i formà part del calendari de l'UCI Europa Tour.

## Palmarès
| Any  | Vencedor                   | Segon                | Tercer               |
| ---- | -------------------------- | -------------------- | -------------------- |
| 1990 | Simone Biasci              |                      |                      |
| 1991 | Stefano Arlotti            |                      |                      |
| 1992 | Alessandro Chiarini        |                      |                      |
| 1993 | Elisio Torresi             |                      |                      |
| 1994 | Marco Bellini              |                      |                      |
| 1995 | Guido Trombetta            |                      |                      |
| 1996 | Michele Colleoni           |                      |                      |
| 1997 | Cadel Evans                |                      |                      |
| 1998 | Luca De Angeli             |                      |                      |
| 1999 | Julio Alberto Pérez Cuapio |                      |                      |
| 2000 | Serhíi Matvèiev            |                      |                      |
| 2001 | Iaroslav Popòvitx          |                      |                      |
| 2002 | Francesco Bellotti         |                      |                      |
| 2003 | Stefano Boggia             | Zoltán Remák         | Davide Torosantucci  |
| 2004 | Paul Crake                 | Ruslan Pidgorni      | Stelvio Michero      |
| 2005 | Davide Torosantucci        | Luca Pierfelici      | Carlos Andrés Ibáñez |
| 2006 | Julien Antomarchi          | Matthew Lloyd        | Anton Rechetnikov    |
| 2007 | Tomislav Danculovic        | Egor Silin           | Francesco De Bonis   |
| 2008 | Anton Sintsov              | Egor Silin           | Blaž Furdi           |
| 2009 | Stefano Pirazzi            | Paolo Ciavatta       | Ilya Gorodnichev     |
| 2010 | Ilya Gorodnichev           | Alexander Shushemoin | Anton Sintsov        |
| 2011 | Antonino Parrinello        | Matteo Marcolin      | Davide Mucelli       |